# تم اکبرآباد
تم اکبر آباد مربوط به هزاره اول قبل از میلاد است و در شهرستان جیرفت، بخش عنبرآباد، روستای اکبر آباد واقع شده و این اثر در تاریخ ۱۱ دی ۱۳۸۰ با شمارهٔ ثبت ۴۵۹۳ به‌عنوان یکی از آثار ملی ایران به ثبت رسیده است.